# Ciadoncha
Ciadoncha – gmina w Hiszpanii, w prowincji Burgos, w Kastylii i León, o powierzchni 15,29 km². W 2011 roku gmina liczyła 69 mieszkańców.